# Palojärvi (sjö i Outokumpu, Norra Karelen)
Palojärvi är en sjö i kommunen Outokumpu i landskapet Norra Karelen i Finland. Sjön ligger 122,7 meter över havet. Den är 19,5 meter djup. Arean är 60 hektar och strandlinjen är 7,55 kilometer lång. Sjön  ingår i Vuoksens huvudavrinningsområde.   Den ligger omkring 49 kilometer väster om Joensuu och omkring 350 kilometer nordöst om Helsingfors. 